# Gunnar Nylund

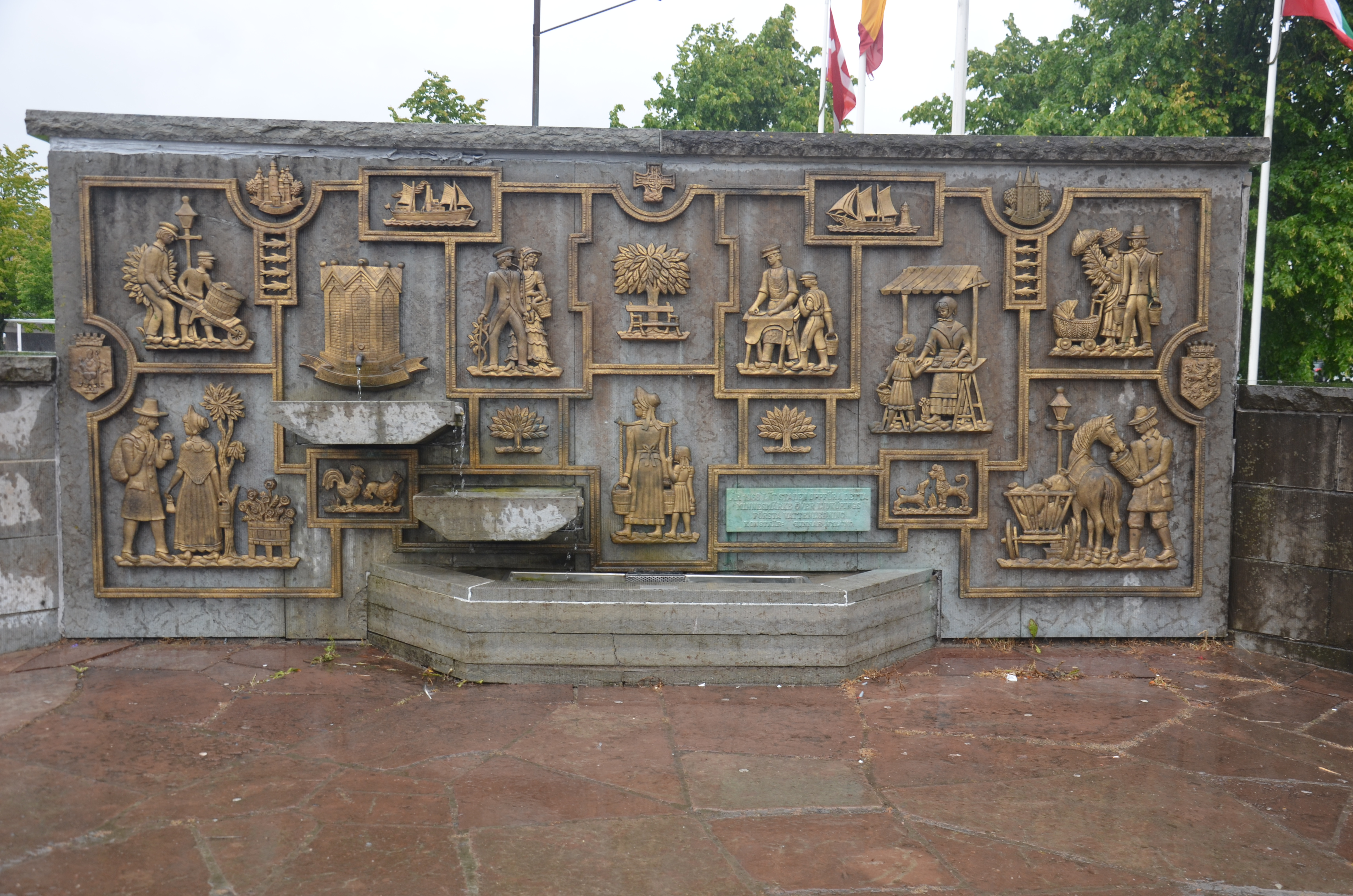
Särnmarkska pumpen i Lidköping.

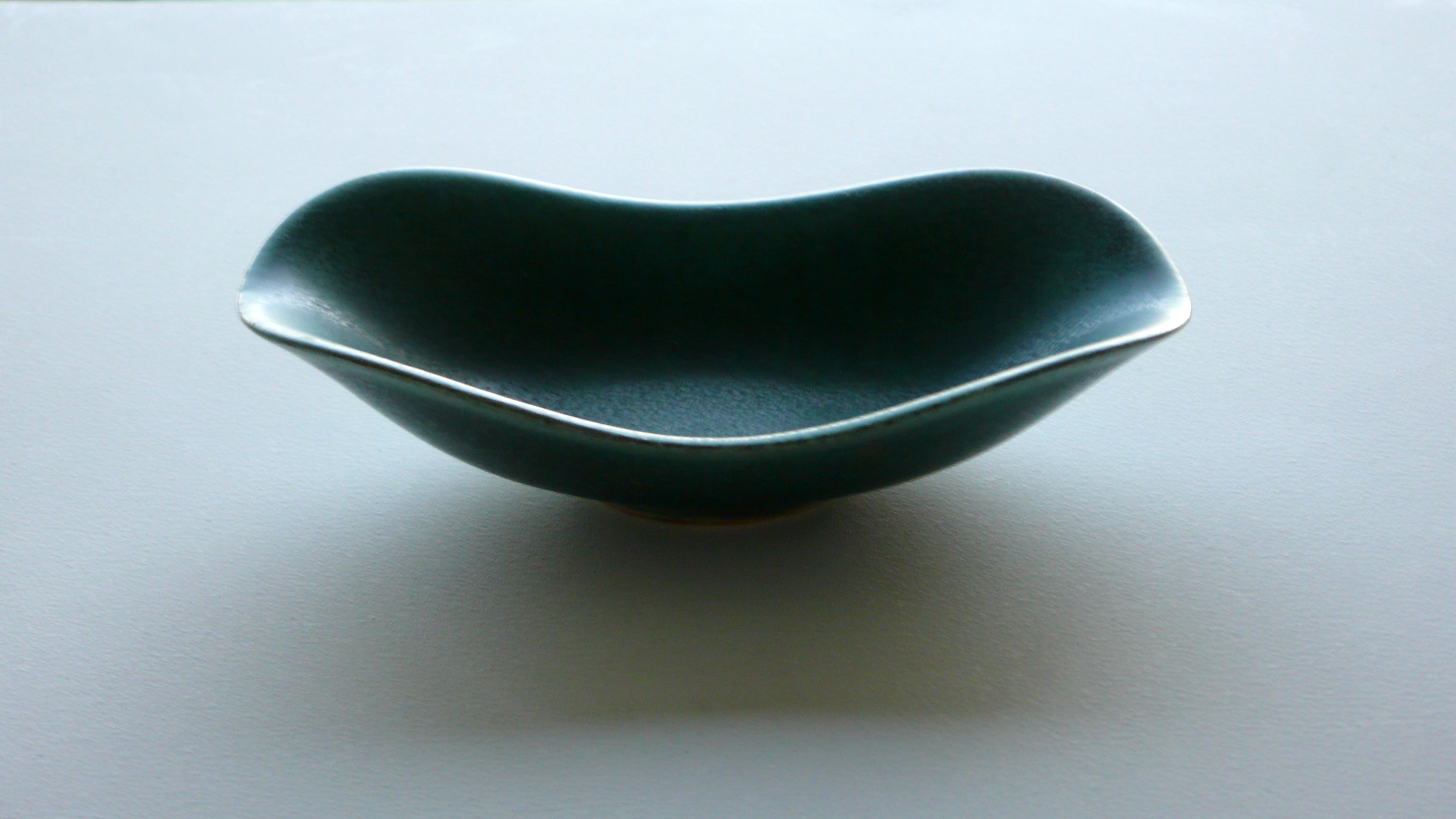
Skål.

Felix David Gunnar Åke Nylund, född den 1 maj 1904 i Paris, död den 7 januari 1997 i Lomma, var en svensk keramisk formgivare och skulptör.

## Biografi
Gunnar Nylund var son till den danska konstnären Fernanda Jacobsen-Nylund och den finlandssvenske skulptören Felix Nylund. Han blev konstnärlig ledare för Rörstrand i Lidköping på 1930-talet, då han redan var etablerad keramiker i Danmark. Han arbetade först hos Bing & Grøndahl Porcelainsfabrik i Köpenhamn 1925–1928. Han startade tillsammans med Nathalie Krebs keramikverkstaden Saxbo 1928–1931. Gunnar Nylund arbetade sedan för Rörstrand 1931–1955, större delen av tiden som konstnärlig ledare. Senare återkom han som frilans under många år. Han blev välkänd för sitt nya matta fältspatsglaserade stengods och för sina djurskulpturer i stengodschamotte.
Gunnar Nylund gjorde under fem decennier ett 30-tal reliefer och skulpturer för offentlig utsmyckning. Dessutom hade han från 1940-talet flera frilansuppdrag, formgav länge sanitetsgods och badrumsinredningar för Ifö-verken, designade även mycket annat från glas och silver till kylskåp. Från 1955 var han konstnärlig ledare för Strömbergshyttans glasbruk i Hovmantorp, senare som deras frilans. Gunnar Nylund återvände i början av 1960-talet till Köpenhamn, där startade han tillverkning av stengods för Nymölle Keramiska Fabrik i Lyngby. Efter Rörstrands ägarbyte återkom han till Lidköping 1964 som frilans. Hans stengods från den tiden fick ibland en mer industriell prägel. Han var då dessutom upptagen av att göra Europas största stengodsfontän Scanisarius i Bromölla.
Gunnar Nylund är gravsatt i minneslunden på Lomma kyrkogård.

## Bakgrund
Gunnar Nylund föddes i Paris, där hans föräldrar studerade. Familjen flyttade 1907 till Köpenhamn och bodde senare även i perioder i Helsingfors. Före finländska inbördekrigets utbrott flyttade han 1917 med sin mor till Danmark och fortsatte studierna i en internatskola, där han tog studenten 1923.
Året därpå fick han både arkitektpraktik- och keramisk utbildning i Finland och började sedan på arkitektlinjen på Det Kongelige Danske Kunstakademi i Köpenhamn. Skulpturpraktik fick Gunnar Nylund genom att assistera sin far, som uppmuntrade honom till djurstudier i zoologiska parker. Under arkitektstudierna försörjde han sig som illustratör och som frilans för Bing & Grøndahl, där han senare erbjöds anställning 1925. Han slutade på akademin, från vilken ett bestående intryck var Bauhausskolans strama former, som bidrog till hans funktionella köksserier och serviser.
Hos Bing & Grøndahl hade Nylund först Paul Gauguins son Jean René Gauguin som mentor. Det var en inspirerade tid, och Gunnar Nylund gjorde där drygt 2.000 unika pjäser från 40 centimeter höga urnor till de miniatyrer, som genom åren var hans specialitet. När fabriken fick en ny bakåtsträvande konstnärlig ledare, sade Nylund upp sig och startade tillsammans med kemisten Nathalie Krebs keramikverkstaden Nylund och Krebs. Inför en stor utställning 1930 hos BO i Köpenhamn lanserade de namnet Saxbo. De blev omskrivna för sitt revolutionerande stengods i matta fältspatsglasyrer, oftast odekorerat och ibland i starka färger, vilket var ovanligt för tiden. Det mesta stengodset gjorde de som seriestengods - en nyhet i Norden. Enligt en konstkritiker kom deras stengods att bli stilbildande. Saxbo-stengodset väckte även uppmärksammat på deras utställning hos Svenskt Tenn i Stockholm 1930, då Gunnar Nylund värvades till Rörstrand, där han började året därpå.
Rörstrand i Göteborg ägdes 1931 av Arabia och övertogs senare av Rörstrandskoncernen. I Göteborg formgav Gunnar Nylund både köksserier och serviser med framgång. För att få börja göra stengods flyttade den unge keramikern över till Rörstrands för konstgods okända fabrik i AB Lidköpings Porslinsfabrik ALP, som endast hade porslinstillverkning. Nylund stod under 1930-talet för de flesta av Lidköpingsfabrikens serviser. Tack vare egen teknik lyckades han tillsammans med skickliga medarbetare framställa det första svenska stengodset med sidenmatta fältspatsglasyrer med många uppmärksammade glasyrer som "Oxblod" och harpälsglasyrer. Hans stengodskollektion, liksom hans stora originalskulpturer i skimrande stengodschamotte, väckte stor uppmärksamhet. Kring mitten av 1930-talet lanserade han Rörstrands serier i stengodschamotte. På 1940-talet tillkom de vackra blomliknande kristallglasyrerna, även fabrikens andra konstnärer fick tillgång till alla Nylunds glasyrer för verk under studiomärket "R", som han införde redan 1931. Rörstrands matta fältspatsglaserade stengods kom att påverka flera svenska keramiker, som tidigare mest gjort saltglaserat stengods, av samma slag som Höganäs krukor, eller högbränt blyglaserat lergods, så kallat starkeldsgods, ibland felaktigt kallat stengods trots att det inte var tillräckligt högbränt och sintrat.

## Rörstrands utställningar
Under åren som konstnärlig ledare på Rörstrand arrangerade och designade Nylund ett 20-tal av fabrikens utställningar. Hans Rörstrandsstengods presenterades första gången i Stockholm 1932 på Galerie Moderne, året därpå på Röhsska museet i Göteborg och på världsutställningen i Chicago 1933. Då visade han en stor svensk nyhet: seriestengodset i varierade former, från höga vaser till miniatyrer i moderata priser. I mitten av 30-talet presenterades hans nya chamottekollektion på utställningar i de största svenska städerna och på världsutställningen i Paris 1937. Under 1940-talet ordnade han med mängder av utställningar med Rörstrands kollektioner - ofta i samarbete med Svensk Slöjdförening. Sin största samlingsutställning arrangerade han 1943 på Nationalmuseum i Stockholm: "Rörstrand under tre århundraden 1726–1943".

## Offentliga verk
Från mitten av 1940-talet ägnade Gunnar Nylund stor del av sin tid åt offentlig utsmyckning, Rörstrands museum har ett par av de främsta: Ugnen tömmes med självporträtt, och Vår tid, som inköpts av Göteborgs-Posten. Hans första relief var för Malmö Stadsteater, och därefter följde många väggstora reliefer, bland annat för Västgöta nation i Uppsala, Lidköpings sparbank och Bromölla kommunalhus. En fontän med sjöjungfru skapades till Rörstrandsutställningen på Nationalmuseum 1943. Fontänen visades i Lidköping 1946, men hamnade sedan på Centralhotellet i Gävle. 1968 brandskadades sjöjungfrun. Den såldes 1972 till en privatperson i Iowa i USA där fontänen stod monterad utomhus i drygt 25 år. Så småningom kunde fontänen köpas tillbaka till Rörstrand museum och genomgick en renovering 2014. Fontänen pryder sedan 2022 entrén till Rörstrand museum i Lidköping. Reliefen Djungeln vaknar (1946) tillverkades för Centralhotellet i Gävle och satt senare på Ultuna Lantbruksuniversitetet i Uppsala. Idag är den nedmonterad. Den stora skulpturen Sankt Göran och Draken finns på Hantverksinstitutet i Stockholm. Nylund stod också för en del sakrala verk, som dopfunten i Lidköpings kyrka, altartavla och väggfontän för Lidköpings krematorium samt ett altare i Skara domkyrka. Den stora fontänen Scanisarius i Bromölla och Särnmanska pumpen på Lidköpings nya torg hörde till hans senare verk.

## Skulpturer och föremål på museer
Många originalskulpturer i stengodschamotte hamnade på museer. Bland annat finns hans verk representerade på Nationalmuseum, Nordiska museet, i Stockholm, Göteborgs stadsmuseum, Röhsska museet i Göteborg, Vänermuseet, Sörmlands museum, Västergötlands museum, Bohusläns museum, Malmö museum, Helsingborgs museer, Vänersborgs museum,
Kulturen i Lund, Det Danske Kunstindustrimuseum, Ateneum i Helsingfors, Museet för konsthantverk och design i Riga samt Sèvres – Cité de la céramique i Paris. Rörstrands museum i Lidköping har en hel del av Nylunds originalskulpturer.  Höganäs museum köpte 1992 en större samling av Nylunds keramik som tidigare hade funnits i hans hem i Lomma.